# Parque Nacional Cabo de Hornos
O Parque Nacional Cabo de Hornos é um parque nacional do Chile, fundado em 1945. Situa-se na Terra do Fogo, no Arquipélago Wollaston e grupo de ilhas Hermite (coordenadas 55°39' a 56°00' S e 67°00' a 67°52' W). Administrativamente situa-se na província da Antártica Chilena, na Região de Magalhães e Antártica.
A área do parque é de 631 km². Na maior parte do parque crescem bosques com faias-do-sul. Entre os animais que se destacam no território do parque estão os ratões-do-banhado. Junto da costa os pinguins formam as suas colónias. Entre os pássaros que dominam estas terras estão os albatrozes e os fulmares.
Só se lhe acede por via marítima.